# Reuben James

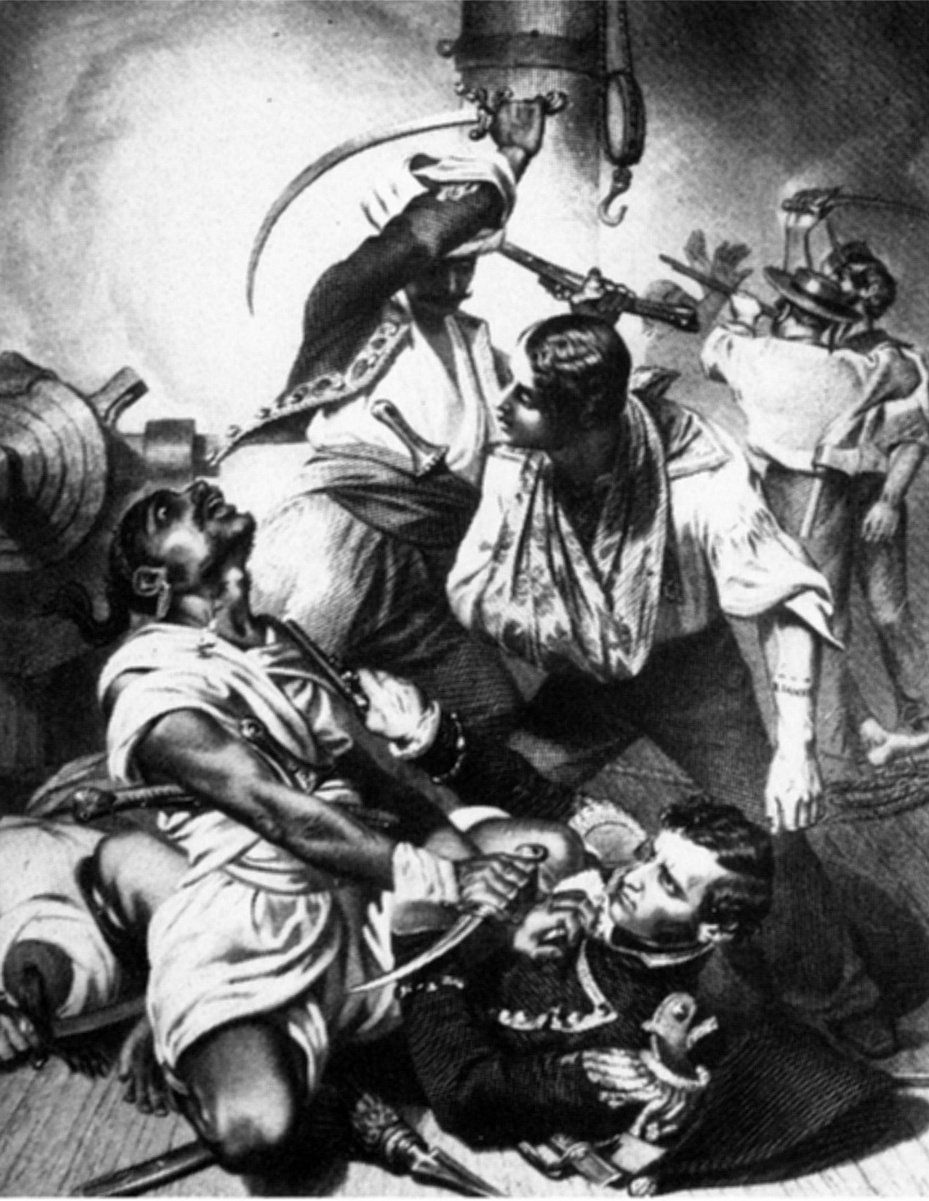
James bei seiner angeblichen Rettungstat. Gemälde von Alonzo Chappel, 1858

Patrick Reuben James (* um 1776 in Sleaford; † 3. Dezember 1838 in Washington, D.C.) war ein Boatswain’s mate der United States Navy, der für eine angebliche oder tatsächliche Heldentat im Amerikanisch-Tripolitanischen Krieg berühmt wurde.

## Karriere
James wurde etwa 1776 in Sleaford geboren und trat später in die United States Navy ein, wo er auf verschiedenen Schiffen Dienst versah, einschließlich der Fregatte Constellation. Während des Amerikanisch-Tripolitanischen Krieges wurde die Fregatte Philadelphia von Piraten der Berberküste gekapert, als sie sich vor Tripoli auf einer Untiefe festfuhr.
Während der Blockade des Hafens gab es mehrere maritime Gefechte, das intensivste war das Gefecht von Kanonenbooten am 3. August 1804. Während dieser Kampfhandlung enterte der Lieutenant Stephen Decatur mit einer Mannschaft, zu der auch James zählte, ein tripolitanisches Kanonenboot, von dem er glaubte, dass die Besatzung seinen Bruder getötet hätte, nachdem dieser sich bereits ergeben hatte. Mehrfach wurde berichtet, während sich Lieutenant Decatur im Zweikampf mit dem tripolitanischen Kapitän befand, habe ein anderer tripolitanischer Seemann mit einem Säbel nach ihm geschlagen und Reuben James sich dazwischengeworfen, wobei er von dem Säbel am Kopf getroffen worden sei. Der Schlag war nicht tödlich und James konnte später seinen Dienst wieder aufnehmen.
Inzwischen hat sich herausgestellt, dass dies wahrscheinlich nicht den Tatsachen entspricht. In der Liste der im Kampf verwundeten und anschließend medizinisch versorgten Matrosen ist der Name von James nirgends aufgeführt. Einzig ein Seemann mit dem Namen Daniel Frazier ist mit einer schweren Säbelwunde am Kopf behandelt worden. Dies unterstützt die These, dass nicht James, sondern Frazier das Leben von Decatur gerettet hat.
James diente weiterhin lange Zeit in der Navy an der Seite von Decatur, bis er im Januar 1836 wegen seines schlechten Gesundheitszustandes in den Ruhestand geschickt wurde. Er starb 1838 im U.S. Naval Hospital in Washington, D.C.

### James kämpfte in den folgenden Kriegen
- Quasi-Krieg
- Amerikanisch-Tripolitanischer Krieg
- Britisch-Amerikanischer Krieg
- Zweiter Barbareskenkrieg

## Ehrungen
Drei Kriegsschiffe wurden nach Reuben James benannt:
- Die erste Reuben James, ein 1920 in Dienst gestellter Zerstörer der Clemson-Klasse, war das erste Schiff der US Navy, das im Zweiten Weltkrieg versenkt wurde.
- Die zweite Reuben James war ein 1943 in Dienst gestellter Zerstörer der Buckley-Klasse. Er wurde 1971 als Zielschiff versenkt.
- Die dritte Reuben James war eine 1986 in Dienst gestellte Fregatte der Oliver-Hazard-Perry-Klasse. (Sie ist seit dem 18. Juli 2013 aus dem Dienst genommen.)

Im Bezug auf die Reuben James wurde ein Lied geschrieben:
- The Sinking of the Reuben James, ein Folksong, geschrieben von Woody Guthrie über die Versenkung der USS Reuben James während des Konvoidienstes kurz vor dem Kriegseintritt der USA. Sänger waren Johnny Horton und das Kingston Trio.
- James Island ist nach Reuben James benannt.[2]